# 川和町
川和町（かわわちょう）は、神奈川県横浜市都筑区にある地名。丁番を持たない単独町名で、住居表示は未実施区域。周辺は住宅街や商店街が広がる。かつての都筑郡川和町（かわわまち）の中心地で、郡役所と町役場が置かれていた。町のシンボルは川和富士公園に所在する標高74m（塚高15m）の川和富士。この記事では、旧自治体の川和町についても述べる。

## 地理
都筑区西部に位置する。鶴見川の本流、谷本川が曲がったことから川和となったといわれている。集落は川の自然堤防にあった。かつては｢河輪｣｢川輪｣｢川勾｣とも書いた。古くは鎌倉街道中ノ道が通っており、交通の要所だった。

### 地価
住宅地の地価は、2024年（令和7年）1月1日の公示地価によれば、川和町字餅田1525番23の地点で17万4000円/m²となっている。

## 旧自治体
川和町は神奈川県都筑郡にかつて存在した自治体でもある。現在の横浜市都筑区南部に当たる。

### 旧川和町の沿革
- 1889年（明治22年）4月1日 - 町村制の施行により、川和村、佐江戸村、池辺村、東方村、折本村、大熊村、川向村および本郷村の一部が合併して都田村が発足。
- 1934年（昭和9年）4月1日 - 都田村が改称して川和村となる。
- 1935年（昭和10年）9月30日 - 川和村が町制施行して川和町となる。
- 1939年（昭和14年）4月1日 - 横浜市に編入。旧川和町域が港北区の一部となる。
- 1969年（昭和44年）10月1日 - 港北区の再編により、旧川和町域が緑区の一部となる。
- 1994年（平成6年）11月6日 - 港北区および緑区の再編により、旧川和町域が都筑区の一部となる。

### 旧川和町の交通
鉄道路線
- 横浜市営地下鉄グリーンラインが町域内を通過し、川和町駅、都筑ふれあいの丘駅が存在するが、当時は未開通。

道路
- 中原街道
- 横浜上麻生道路（現在の名称）

### 旧川和町の現在の町名
- 住居表示実施地区：加賀原、二の丸、川和台、富士見が丘、高山、見花山の一部、大丸の一部
- 住居表示未実施地区：川和町、佐江戸町、池辺町、東方町、折本町、大熊町、川向町

## 歴史
1977年9月に港北ニュータウン遺跡群の発掘調査に伴い川和高校の東側で花見山遺跡が発見され、1300点もの遺物が見つかった。これにより1万年以上前から人々が生活していたことが判明した。
中世は武蔵国都筑郡の川和郷であった。戦国期にこの地を所領したのは北条綱成であるとされる。記録には、農民が借米をめぐって訴え、最終的には後北条氏の評定衆が借米の催促を命じたとある。後北条氏はこの地に勢力を伸ばすと、小田原城を守り関東進出の拠点とするため、廃城と化していた小机城（今の港北区小机町）を修復。この城の支城として鶴見川沿いに川和城が整備された。川の合流する川和は交通において重要な地であった。
江戸時代になると都筑郡の川和村（川輪村）となった。土地は増上寺領。家数は133軒という記録がある。後期には神奈川宿の助郷村（人馬を提供する助郷を負担する村）となる。
明治になると、1879年都筑郡役所が下川井から川和に移転して置かれ、以後は周辺地域の政治経済の中心地として栄えた。
1889年 - 町村制の施行により都筑郡に12村が置かれる。その1つとして、川和、池辺（いこのべ）、佐江戸、川向、大熊、折本、東方（ひがしかた）、本郷の飛び地を合併して都田（つだ）村が成立。本郷以外の7つの大字ができる。村役場は大字池辺に置かれた。
都田の由来は、都筑郡の「都」と田園地帯であったことから「田」を採ったものである。
本来は「都筑村」を名乗る予定であったが、下川井村等の合併村も「都筑村」を名乗るべく準備していたため、村名を巡る争いになった。結局丘陵地帯であった方が都岡村（「都筑の岡」の意。現在の横浜市旭区）、田園地帯であった方が都田村を名乗ることで収拾した経緯がある。大字川和の当時の人口630人。乳牛や養豚が盛んで、大正時代には川向のモモなどの栽培も盛んに行われた。
1913年 - 大字川和に神奈川県農工銀行川和出張所が置かれる。
1934年1月1日に町制を施行し改称、川和町（かわわまち）が成立。1939年に横浜市港北区に編入され、大字川和の箇所に川和町（かわわちょう）が設置され、翌年、字山王原下に港北区役所川和出張所（のちの川和支所）が設置された。
※同じ表記だが、「都筑郡川和町」は一自治体であり川和を含む周辺地域の名称であるのに対し、「港北区川和町」は自治体が設置した一つの町であり範囲も旧川和村に限定されている。
1929年には、東京横浜電鉄（現在の東急バス）による乗合バスが東神奈川駅〜川和間で運行を開始し、漸く公共交通機関が運行されるようになった。（なお、これ以前にも同区間には乗合馬車や乗合自動車が運行されていたが、後者はいわば現在の乗合タクシーに近い業態であったため、大量輸送機関の地区内乗り入れはこれが最初である。）1947年には横浜市営バスも乗り入れを開始した。
1962年の鴨居駅の開業は企業進出の契機となり、工場が増える。同年には港北区民の強い誘致運動により、港北区初の県立高校である川和高等学校が設立。以後、厳しい指導や学区の細分化などにより、横浜北部学区のトップ校の地位を築いた。
1970年11月、鶴見川上流のめっき工場からシアン化合物が流出。影響は本川のほか流域の井戸水にも広く及び、同月19日には川和町内のパン工場の井戸から0.22ppmのシアンが検出されるなど環境汚染が問題となった。この井戸の数値は翌日には0.05ppmへと低下したものの、横浜市公害センターはシアンによる汚染がゼロになるまで複数の井戸水の飲用を禁止した。
1969年4月、港北区役所川和支所の管内をもって緑区が設置され、従来の川和支所の位置に緑区役所が置かれた。しかし、1972年4月に区役所庁舎が中山に移転するとこれまでの地域の中心地としての役割が薄れ、翌1973年4月に緑警察署（かつての川和警察署、現:川和町公舎、川和交番）も中山に移転。その後も川和郵便局（現在の緑郵便局、現：民間オフィス転用→マンション）が1991年に、緑土木事務所（区役所跡地に所在、現：児童養護施設）が1994年にそれぞれ中山へ移転し、1999年の横浜地方法務局川和出張所（現在の青葉出張所、現：特別養護老人ホーム）の荏田への移転でかつての行政の中心地としての役割は完全に終了した。
1980年代後半より、乱開発を防ぐべく計画的に行われた港北ニュータウンの建設により急速に宅地化が進んだ一方、谷本川沿いなどには農地が広がる。1994年港北区・緑区の再編成に伴い、都筑区に編入。2008年3月30日に横浜市営地下鉄グリーンラインが開通して川和町駅が開業。
2010年代より、川和町駅周辺に残る農地を中心とした再開発事業「川和町駅周辺西地区土地区画整理事業」が実施され、
2022年にショッピングモール「ベルクフォルテ横浜川和町」が開業した。

## 川和の菊
江戸時代の文政の頃から栽培された菊は、｢川和の菊｣として国内で著名であった。菊は幕臣の松浦氏から譲られたものであり、研究により栽培された新種の菊が宮内省に献上されたのがはじまりである。多くの皇族や著名人に親しまれた。今でも「川和の菊」と呼ばれる豪商の旧家が残っている。酒の醸造施設や150種類のツバキが集められているが、公開はしていない。川和小学校と川和中学校の校章はこの菊にちなんでいる。

## 川和の市
かつて、川和で市が開催された（川和の市）「元石川の鍛冶屋」「佐江戸の饅頭屋」など、各地から商人が集まってきた。昭和に入ると流通機関の発達などから徐々に衰退していった。

## 川和の虫送り
かつて7月25日に、農薬がなかったため、稲の害虫をたいまつの火でおびき寄せて焼き殺してしまう行事が開催されていた（川和の虫送り）見物人が多く集まり、屋台も出て非常に賑わった。戦後は地域文化伝承のため数回行われたが、現在では火事の危険などもあり行われなくなった。いまでは都筑区南山田町で毎年7月に行われている虫送り行事が継承されている。2005年（平成17年）に横浜市指定無形民俗文化財に指定された。

## 世帯数と人口
2025年（令和7年）6月30日現在（横浜市発表）の世帯数と人口は以下の通りである。
| 町丁   | 世帯数    | 人口     |
| ------ | --------- | -------- |
| 川和町 | 5,100世帯 | 10,983人 |

### 人口の変遷
国勢調査による人口の推移。
| 年                 | 人口  |
| ------------------ | ----- |
| 1995年（平成7年）  | 8,632 |
| 2000年（平成12年） | 8,320 |
| 2005年（平成17年） | 8,558 |
| 2010年（平成22年） | 8,879 |
| 2015年（平成27年） | 9,460 |
| 2020年（令和2年）  | 9,998 |

### 世帯数の変遷
国勢調査による世帯数の推移。
| 年                 | 世帯数 |
| ------------------ | ------ |
| 1995年（平成7年）  | 2,977  |
| 2000年（平成12年） | 3,042  |
| 2005年（平成17年） | 3,186  |
| 2010年（平成22年） | 3,510  |
| 2015年（平成27年） | 3,718  |
| 2020年（令和2年）  | 4,059  |

## 学区
市立小・中学校に通う場合、学区は以下の通りとなる（2024年11月時点）。
| 番・番地等 | 小学校                 | 中学校               |
| --- | ---------------------- | -------------------- |
| 1〜1724番地、1734〜1757番地 1775〜1990番地、2000〜2005番地 2151番地〜2603番地の7 2604〜2605番地、2607〜2671番地 2673〜2744番地 2746番地以降 | 横浜市立川和小学校     | 横浜市立川和中学校   |
| 2603番地の8・9、2606番地、2672番地 | 横浜市立東市ケ尾小学校 | 横浜市立市ケ尾中学校 |

## 事業所
2021年（令和3年）現在の経済センサス調査による事業所数と従業員数は以下の通りである。
| 町丁   | 事業所数  | 従業員数 |
| ------ | --------- | -------- |
| 川和町 | 314事業所 | 5,006人  |

### 事業者数の変遷
経済センサスによる事業所数の推移。
| 年                 | 事業者数 |
| ------------------ | -------- |
| 2016年（平成28年） | 313      |
| 2021年（令和3年）  | 314      |

### 従業員数の変遷
経済センサスによる従業員数の推移。
| 年                 | 従業員数 |
| ------------------ | -------- |
| 2016年（平成28年） | 5,351    |
| 2021年（令和3年）  | 5,006    |

## 町周辺

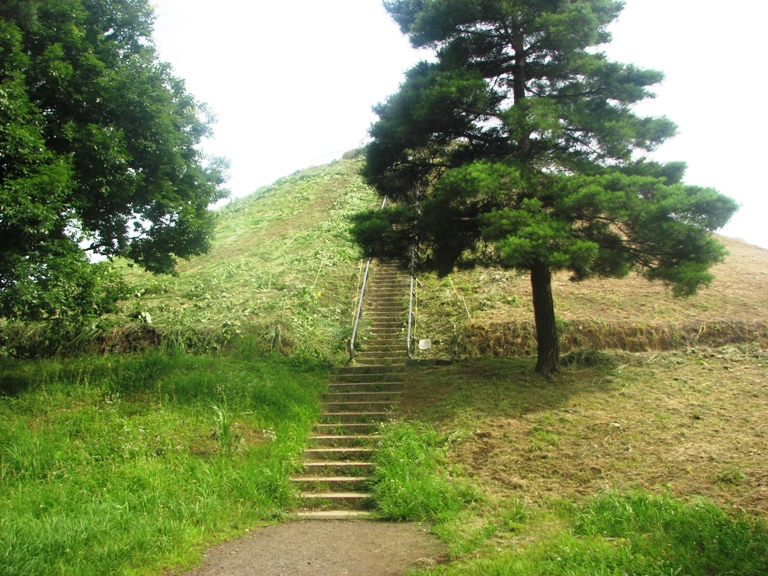
川和富士

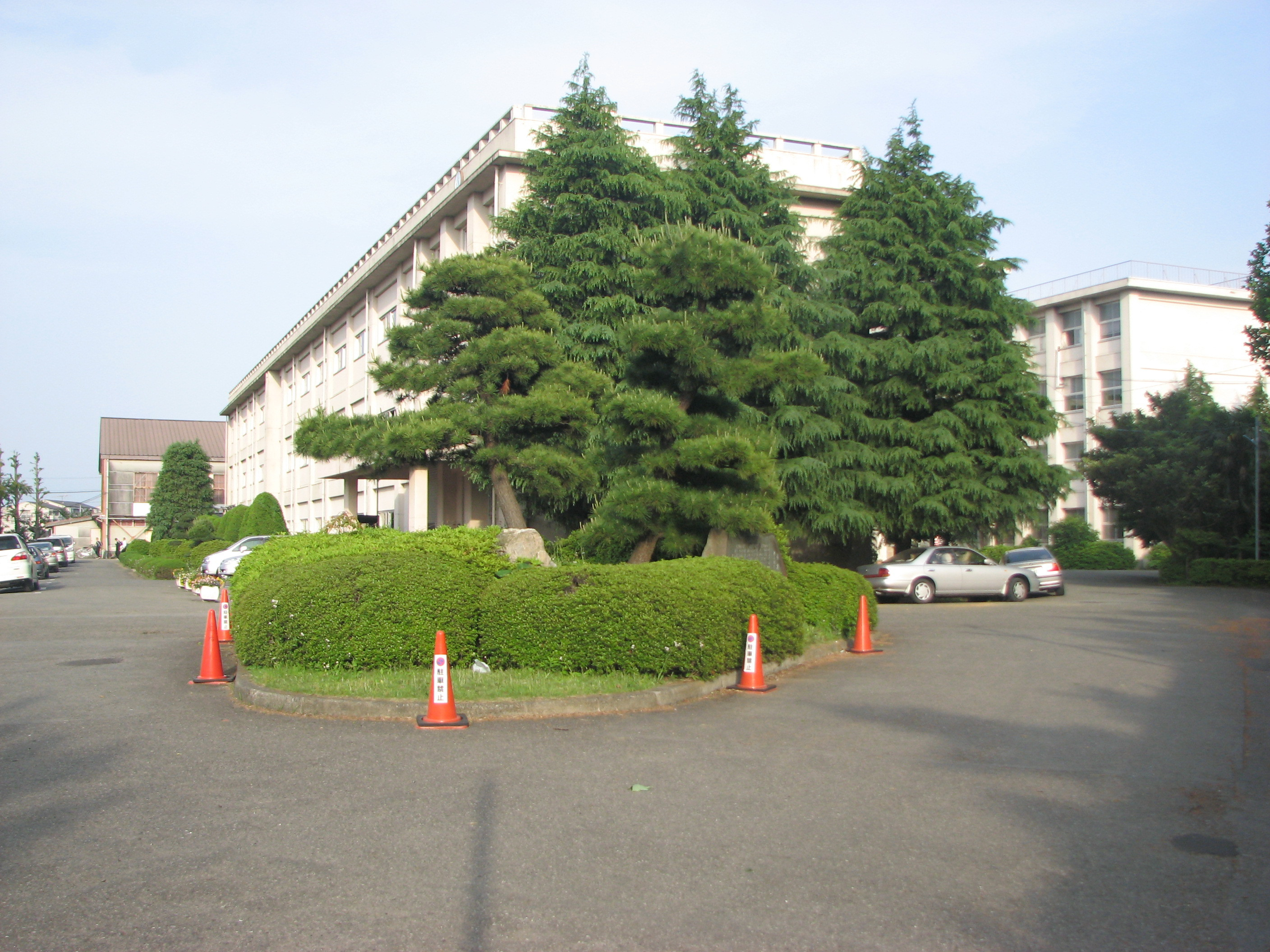
県立川和高校

- 横浜市立川和小学校
- 横浜市立川和中学校
- 神奈川県立川和高等学校

1962年設立。旧横浜北部学区のトップ校。
- 川和公会堂

都田小学校川和分校時代の川和小学校の旧校舎。川和町駅高架下に集会所機能が移されたことにより、2011年末に解体された。
- 川和富士公園

江戸時代末期に築かれた富士塚の川和富士を移築復元した郷土富士。遠望が利き、川和のシンボルとなっている。
- 川和市民の森

横浜市の市民の森制度により2014年4月に開園した、都筑区初の市民の森。敷地面積は約3.5ヘクタール。
- つづき病院
- 公社川和団地
- わらべや日洋横浜工場
- トオカツフーズ都筑工場
- ロンド（明治グループ）本社工場

閉鎖解体後、三井不動産ロジスティクスパーク (MFLP) 横浜港北
- エピロックジャパン
- 浅川製作所川和工場

## 主な小字
「城」に関する小字は、かつて川和城があった名残である。
- 土府根（どぶね）
- 下河内（しもごうち）
- 樋口（ひぐち）
- 新田尻（しんでんじり）
- 新田（しんでん）
- 塚田町（つかだちょう）
- 塚田向（つかだむかい）
- 桜田町（さくらだちょう）
- 鵜田り（うだり）
- 影淵（かげふち）
- 精進場（しょうじんば）
- 山王前（さんのうまえ）
- 柳町（やなぎちょう）
- 城山下（しろやました）
- 城古場（ぎこば）
- 土腐（どぶ）
- 中村（なかむら）

かつて河輪村の中心部にあったことから由来する
- 鵜田利向（うだりむかい）
- 貝坂（かいさか）
- 土腐根（どぶね）
- 曲松（まがりまつ）
- 稲荷谷（いなりやと）
- 原出口（はらでぐち）
- 妙蓮寺下（みょうれんじした）
- 尾畑（おばたけ）
- 城山脇（しろやまわき）
- 城山（しろやま）
- 四枚畠（しまいばた）
- 朏松（みかづきまつ）
- 大原（おおはら）
- 寅ケ谷（とらがやと）
- 影谷（かげやと）
- 山王原上（さんのうはらうえ）
- 影谷下（かげやとした）
- 小谷戸（こやと）
- 山王原（さんのうはら）
- 中村下タ（なかむらしたた）
- 山王原（さんのうはら）
- 道珍（どうちん）
- 瓦田（かわらだ）
- 宿（しゅく）

かつて市が開かれたことから由来する
- 岩瀬（いわせ）
- 入家（いりや）
- 堂ノ前（どうのまえ）
- 赤土原（あかつちはら）
- 餅田（もちだ）
- 河輪森（かわわもり）

八幡神社周辺に多くの木が生い茂っていたことから由来する
- 屋敷村（やしきむら）
- 道玄田（どうげんだ）
- 赤松（あかまつ）
- 向台（むこうだい）
- 権現坂（ごんげんざか）
- 狢谷（むじなやと）
- 薬師堂山（やくしどうやま）
- 東雲寺脇（とううんじわき）
- 賀ケ原（かがはら）
- 中丸（なかまる）
- 猫谷（ねこやと）
- 伊勢原（いせはら）
- 伊勢森原（いせもりはら）
- 見花山（けんかやま）
- 大六天山（だいろくてんやま）
- 登畑（のぼりはた）
- 上サ上村（かさうえむら）

町の中心より上にあるからという説と、花山天皇が八幡神社を参拝した時、ここに立ち寄ったことから、｢花山｣が｢上山｣となり、｢上サ｣に変化したという説などがある
- 森（もり）
- 大塚原（おおつかはら）
- 上サ原（かさはら）
- 押越（おっこし）
- 川端（かわばた）
- 川端向（かわばたむかい）
- 塔林坂（とうりんざか）
- 上サ寺村（かさてらむら）
- 大割
- 精進場
- 釣橋（つりはし）
- 天ケ谷（てんがやと）
- 荏田境（えださかい）
- 池ノ上（いけのうえ）
- 渡（わたり）
- 池下タ（いけしたた）
- 市ケ尾村境（いちがおむらざかい）
- 東照寺脇
- 蔭谷
- 道珍村

## 隣接地域
- 見花山
- 佐江戸町
- 加賀原
- 川和台
- 富士見が丘
- 市ケ尾町（青葉区）
- 北八朔町（緑区）
- 青砥町（緑区）

## その他

### 日本郵便
- 郵便番号 : 224-0057[3]（集配局：都筑郵便局[22]）

### 警察
町内の警察の管轄区域は以下の通りである。
| 番・番地等 | 警察署     | 交番・駐在所 |
| ---------- | ---------- | ------------ |
| 全域       | 都筑警察署 | 川和交番     |